# Cucina italoamericana

Pizza supreme con pepperoni, funghi e olive

La cucina italoamericana è la cucina degli immigrati italiani negli Stati Uniti, modificata per l'influenza della cultura locale e di quella degli altri gruppi etnici lì presenti.

## Storia
La cucina italoamericana nacque tra la fine del 1800 e l'inizio del secolo successivo, a seguito delle ondate migratorie italiane in America. 
La maggior parte degli emigranti italiani diretti negli Stati Uniti provenivano dalle regioni dell'Italia meridionale, soprattutto dalla Campania e dalla Sicilia che avevano abitudini alimentari tipicamente italiane (consumavano pasta di grano duro, conserve di pomodoro, pizza, olio d'oliva). Gli emigranti italiani si concentrarono per lo più nell'area atlantica (tra Boston e Filadelfia, con al centro New York), sia a Chicago e a Saint Louis.
La cucina italoamericana finì per essere identificata con quella degli immigrati italiani dell'East Coast: fu così che la ricetta delle lasagne al forno si trasformò nella tipica variante napoletana con ricotta, diversa da quella bolognese a base di besciamella e carne. Forte fu anche l'influenza della cucina siciliana. 
Gli emigranti italiani provenivano però anche dalle aree padano-venete e dal centro Italia, principalmente l'Abruzzo. Ne è testimonianza la presenza nella cucina italoamericana della polenta.
Da cucina di una minoranza economica ai margini della società americana, la cucina italoamericana conquistò in breve i ristoranti più esclusivi di New York e da lì il settore dell'alta ristorazione. Giunse persino in città come Minneapolis, dove gli abitanti erano prevalentemente scandinavi o tedeschi.

## Caratteristiche
Gli immigrati italiani provenienti da differenti regioni hanno contribuito alla varietà della cucina italoamericana. Molti di questi cibi sono ormai diventati parte integrante della cucina americana; degli esempi sono il muffuletta sandwich di New Orleans (ottenuta dall'omonimo pane al sesamo siciliano) oppure i ravioli tostati del Missouri. 
L'influenza della cucina italiana ha favorito l'abbinamento del vino ai pasti, usanza meno diffusa negli Stati Uniti di quanto non lo fosse in Italia. Durante il proibizionismo addirittura nacquero specialità culinarie che aggiravano l'uso di alcolici e vini autoprodotti.
La cucina italoamericana ha contribuito alla diffusione in America dei sapori tradizionali della cucina italiana. Inoltre ha favorito l'importazione di prodotti a marchio italiano, come la Nutella e il caffè espresso. Sono legate a questo tipo di cucina catene commerciali come la Domino's Pizza, Pizza Hut e altre.

## Specialità culinarie italoamericane

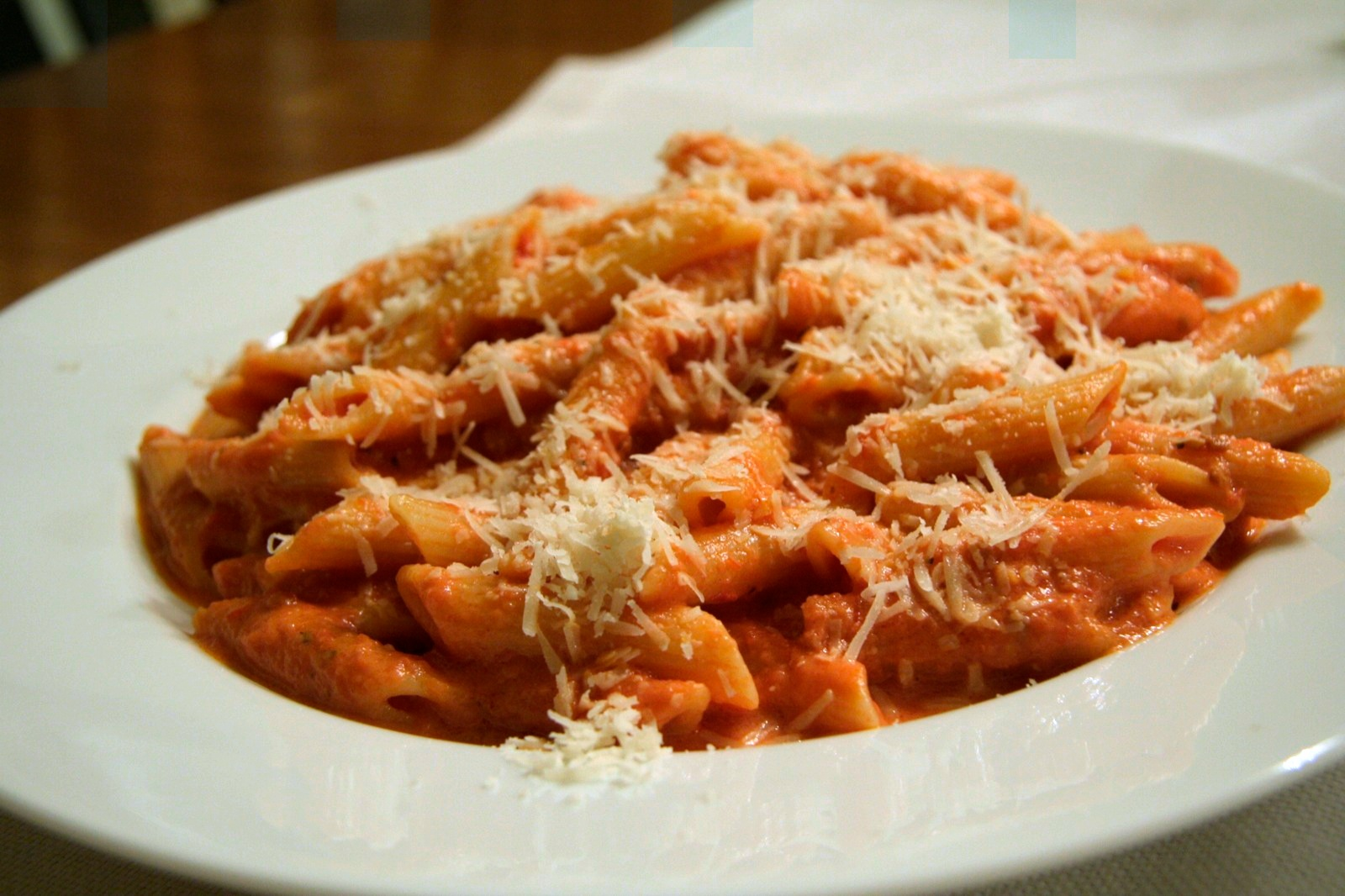
Penne alla vodka

Le specialità della cucina italoamericana consistono nella combinazione tra i piatti italiani e ingredienti utilizzati negli Stati Uniti.

### Pasta e grano
- Penne alla vodka - piatto di pasta con sugo di pomodoro, bacon, cipolla, panna e vodka.
- Lasagne nella loro variante napoletana, ovvero con la ricotta.
- Spaghetti con polpette di carne e braciole.
- Fettuccine Alfredo - fettuccine con parmigiano e burro.

### Prodotti con verdure, carne o uova
- Chicken piccata, una scaloppina di pollo cucinata con limone e capperi.
- Chicken parmesan, una scaloppina di pollo con la salsa di pomodoro, mozzarella, e parmigiano.
- Uova e piselli, un piatto composto da uova fritte e piselli, con olio, cipolle ed erbe aromatiche.
- Frittata.
- "Sausage and Peppers" - salsiccia e peperoni cotti insieme, spesso con una salsa al pomodoro.
- Veal Milanese, versione americana della cotoletta alla milanese.

### Salse
- "American chop suey" - una reinterpretazione del ragù alla bolognese.
- Salsa Alfredo - una specie di besciamella preparata con burro, panna, parmigiano, noce moscata. Spesso vengono aggiunti altri ingredienti, come broccoli o gamberetti.
- Salsa Marinara - una semplice salsa al pomodoro, con aglio e olio d'oliva.
- Salsa della domenica (Sunday sauce) - una reinterpretazione del ragù napoletano, spesso cucinata nelle occasioni di festa.

### Piatti di pesce
- Aragosta Fra Diavolo - aragosta cotta con una salsa piccante al pomodoro.
- Baccalà.
- Spaghetti con aglio, olio, acciughe.

### Zuppe
- Cioppino - una zuppa di pesce.
- Wedding soup, variante della minestra maritata campana, a base di verdure e carne

### Prodotti al forno
- Calzone
- Pizza - esistono molte versioni differenti di questo piatto, come la Pizza in stile newyorchese (Pizza Margherita) oppure la Sicilian Pizza, la Pizza di Chicago e la pizza californiana.
- Pizzagaina - in italiano pizza chiena, una torta salata rustica tipica di Pasqua di origine napoletana.
- Sandwich all'italiana - un panino farcito con carne e formaggio
- Meatball Sandwich - un panino con le polpette in umido

### Dolci
- Biscotti - chiamati così in lingua americana, ma si riferiscono solo ai cantucci toscani.
- Tiramisù - dolce a strati con savoiardi, mascarpone e caffè.
- Cannolo - una crema di ricotta contenuta in un cilindro di pasta fritta di origine siciliana.
- Struffoli - un dolce della tradizione napoletana.
- Sfogliatella - un dolce della tradizione napoletana.

## Cuochi italoamericani
Il più famoso cuoco italiano in America è stato il piacentino Ettore Boiardi nella prima metà del 1900, a cui si ispira l'omonimo marchio "Chef Boyardee". 